# Cluj (län)
Cluj är ett län (județ) i nordvästra Rumänien med 728 892 invånare (2018). Det har 5 municipii, 1 stad och 75 kommuner. Residensstad är Cluj-Napoca.

## Municipii

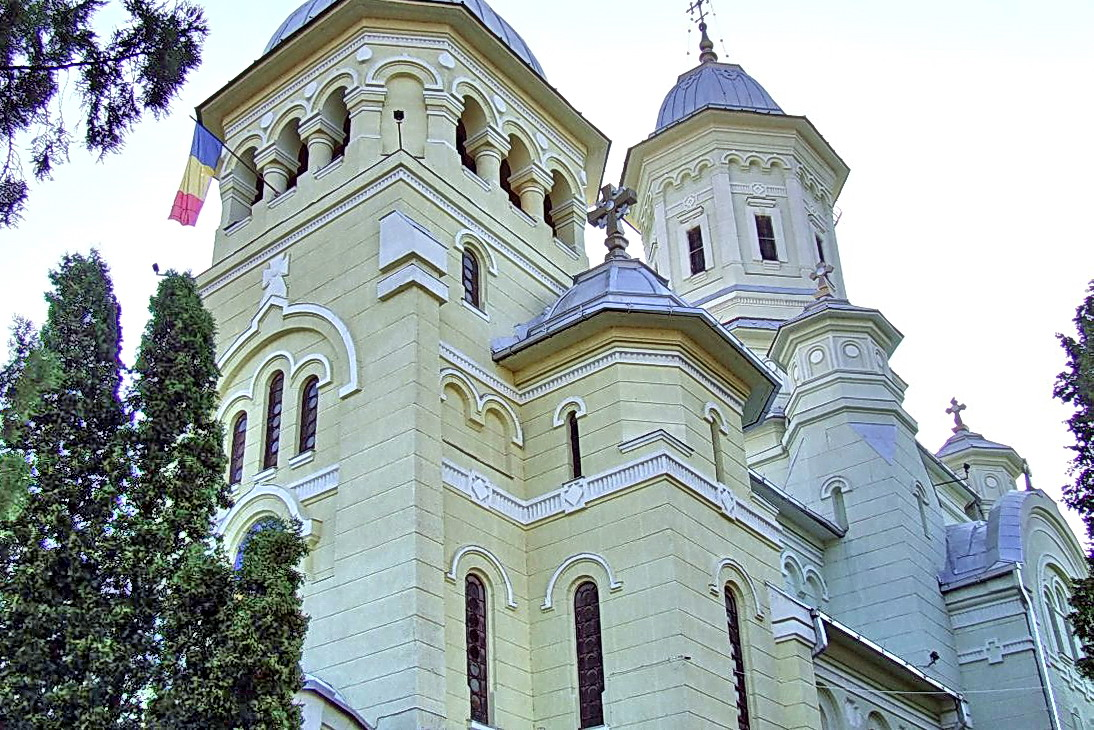
Turda

- Cluj-Napoca
- Turda
- Dej
- Câmpia Turzii
- Gherla

## Städer
- Huedin

## Kommuner

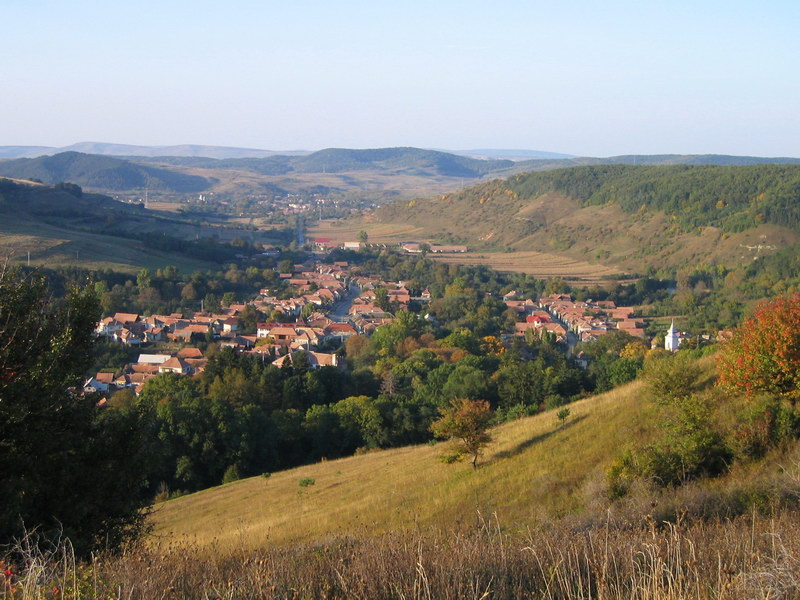
Săvădisla

| - Aghireșu - Aiton - Aluniş - Apahida - Aşchileu Mare - Baciu - Băişoara - Beliş - Bobâlna - Bonţida - Borşa - Buza - Căianu - Călăţele - Cămăraşu - Căpuşu Mare - Căşeiu - Cătina - Câţcău | - Ceanu Mare - Chinteni - Chiuieşti - Ciucea - Ciurila - Cojocna - Corneşti - Cuzdrioara - Dăbâca - Feleacu - Fizeşu Gherlii - Florești - Frata - Gârbău - Geaca - Gilău - Iara - Iclod - Izvoru Crişului | - Jichişu de Jos - Jucu - Luna - Măguri-Răcătău - Mănăstireni - Mărgău - Mărişel - Mica - Mihai Viteazu - Mintiu Gherlii - Mociu - Moldoveneşti - Negreni - Pălatca - Panticeu - Petreştii de Jos - Ploscoş - Poieni | - Râşca - Recea-Cristur - Săcuieu - Sănduleşti - Săvădisla - Sâncraiu - Sânmartin - Sânpaul - Sic - Suatu - Tritenii de Jos - Tureni - Ţaga - Unguraş - Vad - Valea Ierii - Viişoara - Vultureni |